# Лигатура (медицина)
Лигату́ра (от лат. Ligaturae — «перевязка; повязанный амулет; связка, пучок; хватка, обхват») в медицине — нить, используемая при перевязке кровеносных сосудов, а также сам процесс перевязки этими нитями с целью предупреждения или остановки кровотечения и для наложения лигатурного шва (лигирование). Лигатура — это один стежок узлового шва.

дотирование лигируемого органа двойным полуузлом
добавление полуузла для закрепления предыдущего двойного полуузла
добавление третьего полуузла для закрепления предыдущего второго полуузла

## История и описание
Введена в хирургию в I веке н. э. Цельсом, однако в Средние века эта практика была утеряна, для прекращения сосудистых кровотечений применялись прижигание и перекручивание кровеносных сосудов. Повторно была введена в практику в 1557 году Амбруазом Паре.
В современной практике лигатура используется и в форме нити посредством специальных приспособлений — лигатурных игл, и в форме резинового (латексного) кольца, надеваемого на перевязываемую ткань (например, геморроидальный узел) посредством специального приспособления — лигатора. Процедура получила название «латексное лигирование».